# Элкана, Иегуда
Иегуда Элкана (Hebrew: ивр. יהודה אלקנה‎ 1934 — 21 сентября 2012) — израильский историк и философ науки. Президент и ректор Центрально-Европейского университета в Будапеште.

## Биография
Родился в венгероговорящей еврейской семье в Югославии. В 1944 году переехал с семьей в Сегед. В том же году Иегуда Элкана и его родители были заключены в Освенцим. Его родители избежали газовой камеры, потому что нацисты перевели их в Австрию как рабочую силу для реконструкции разрушенных войной городов.
В 1948 году в возрасте 14 лет он эмигрировал в Израиль, где поселился в Kibbutz HaZore'a. Кибуц помог ему получить стипендию в гимназии «Герцлия» в Тель-Авиве. Вскоре после начала учёбы Элкана решил специализироваться по философии и истории. В 1955 году он взялся за изучение математики и физики в Еврейском университете Иерусалима.
Учёную степень доктора наук он получил в Брандейском университете, защитив диссертацию на тему «О возникновении концепции энергии» в 1968 году, которая легла в основу его книги The discovery of the conservation of energy, опубликованной в 1974 году. После получения докторской степени он преподавал в Гарвардском университете в течение года. По возвращении в Еврейский университет в Иерусалиме он стал деканом факультета истории и философии наук и одновременно директором Van Leer Jerusalem Institute в 1968 году. Эту должность он занимал до 1993 года.
Преподавал в Гарвардском университете, и стал научным сотрудником Центра перспективных исследований в области поведенческих наук Стэнфордского университета (1973—1974). Был приглашённым научным сотрудником в Колледже всех душ Оксфордского университета (1977—1978), приглашённым исследователь в Einstein Papers Project и с 1981 по 1991 года директором Коховского института истории и философии науки и идей Тель-Авивского университета. С 1995 по 1999 год — профессор теории наук в Швейцарской высшей технической школе Цюриха. Он был постоянным научным сотрудником в Институте продвинутых исследований Берлина (нем. Wissenschaftskolleg Berlin).
В 1997 году Элкана был избран членом-корреспондентом Международной академии истории науки. Также был членом Научно-консультативного совета Collegium Helveticum в Цюрихе. Он был одним из основателей и редакторов научного журнала Science in Context.
Во время своего пребывания в Институте перспективных исследований в Берлине в 2009/10 он начал работать над глобальной инициативой по реформированию университетской программы бакалавриата, для решения задач ранее обозначенных им в публичных выступлениях. Благодаря этому был создан Форум реформирования учебной программы.
Незадолго до смерти совместно с Hannes Klöpper Элкана работал над последним крупным трудом нем. Die Universität im 21. Jahrhundert: Für eine neue Einheit von Lehre, Forschung und Gesellschaft, который вышел в октябре 2012.
Был женат на Юдит Элкана (англ. Yehudit Elkana) и имел четырёх детей.

## Президент и ректор Центрально-Европейского университета
В 1999 году Элкана занял должности президента и ректора Центрально-Европейского университета, сменив Йозефа Яржаба и став третьим ректором университета за 9 лет. В августе 2009 года сложил с себя полномочия в пользу Джона Шаттака. В начале своего пребывания в должности, Элкана стал предметом критики за увольнение руководителя программы по гендерным вопросам и культуре. Назвав себя «пожизненным феминистом», Элкана сказал, что до тех пор пока он понимал шумиху вокруг произошедшего, поскольку ощущал, что с женщинами часто обходятся несправедливо, его решение остаётся в силе. Он занимался реорганизацией кафедры наук об окружающей среде, уменьшив вдвое соотношение студентов к профессорам, уменьшив количество студентов в рамках программы и наняв дополнительных профессоров. К концу деятельности Элканы кафедра наук об окружающей среде и политики стала самой успешной Центрально-Европейском университете с точки зрения количества желающих обучаться и внешнего финансирования научных исследований.
При Элкане возникло пять новых кафедр: философии, математики, социологии и социальной антропологии, и государственной политики. А также 15 исследовательских центров: Центр когнитивистики (с 2010 кафедра когнитивистики), Центр этики и законов в биомедицине и Центр политических исследований. Центрально-Европейский университет получил институциональную аккредитацию от Комиссии по высшему образованию срединных штатов и был официально признан в качестве венгерского университета, что позволило ему участвовать в различных научных и образовательных программ Европейского Союза. В частности, три престижных программы Эразмус Мундус в области наук об окружающей среде, политике и управлении (2005), государственной политике (2006) и гендерных исследованиях (2007) были открыты в Центрально-Европейском университете.
После своей отставки в 2009, Элкана был удостоен звания почётного президента и ректора.

## Мнение о Холокосте, увековечивании памяти и Израиле
В 1988 году в статье, опубликованной в Га-Арец, Элкана оспаривал роль воспоминаний о Холокосте, которые он называл '«центральной осью нашего национального опыта»', в израильской идентичности. Он критиковал ставшие привычным делом экскурсии школьников в Яд ва-Шем, поскольку для Элкана, Холокост может случиться с любым народом, и его уроки универсальны. Когда «аномальные происшествия» (речь об актах насилия в сторону палестинцев) доводятся до всеобщего сведения, первоначальными реакциями его знакомых, по его словам, было отрицание того, что подобное возможно, или попытка отмахнуться от них как от симптомов взаимной ненависти между израильтянами и палестинцами. Лично Элкана считал следующее: 
нет «аномальных происшествий» которые бы я не видел своими глазами. Я буквально имею в виду: я был очевидцем происшествия за происшествием; я видел хоронившие заживо людей бульдозеры; я видел срывающую системы жизнеобеспечения со стариков разъярённую толпу в госпитале; я видел, как солдаты калечили мирных жителей, включая детей. Для меня всё это не ново. В то же время я не обобщаю: я не думаю что все они ненавидели нас; я не думаю что все евреи ненавидят арабов; я не ненавижу ответственных за «происшествия» — но это не значит, что я собираюсь мириться с их действиями, или то, что я не ожидаю, что они будут наказаны по всей строгости закона.

Он признался, что лично убеждён в том, что: 
сильнейший политический и социальный фактор, мотивирующий огромную часть израильского сообщества в отношениях с палестинцами — не личное расстройство, но скорее сильнейший иррациональный страх, подпитывающийся от конкретных интерпретаций уроков о Холокосте, и готовность верить в то, что весь мир против нас, и мы — вечная жертва
 и в этом смысле он пришел к выводу, что это и есть «парадоксальная и трагичная победа Гитлера». Для Элкана, «любая жизненная философия, взращенная исключительно или преимущественно на опыте Холокоста, приводит к катастрофическим последствиям», и Томас Джефферсон был прав когда говорил, что демократия и поклонение прошлому были несовместимы. Хотя сохранение памяти о Холокосте может являться долгом всего человечества, он утверждал, что «мы» должны учиться забывать, чтобы преодолеть такие воспоминания в глубине израильского самосознания, которые, по его мнению, являлись самой большой угрозой для государства Израиль.

В своей вступительной речи «Наследие Эйнштейна» по случаю Года Эйнштейна в Германии в 2005 году, приуроченного к столетию со дня annus mirabilis Альберта Эйнштейна, Элкана отметил: 
Я люблю Израиль и чувствую сильнейшую преданность к ему, и надеюсь на его дальнейшее существование, и в то же время я обеспокоен сильнейшими националистическими поползновениями, которые могут поставить под угрозу демократический характер государства (я никогда не соглашусь с тем, что может существовать подлинно демократическое еврейское государство, как и не может любое другое государство, основанное на религии, быть полностью демократическим)… когда я публично призвал к «Необходимости забыть», направленной против политических манипуляций вокруг Холокоста в Израиле (совершаемыми в равной степени левыми и правыми), и в то же время я против тенденций в Германии, желания некоторых «закрыть главу» о Холокосте, то я не думаю что непоследователен… Израиль должен оставить каждому человеку личную память, которую он или она пожелает сохранить или культивировать, в то время как Германия должна постоянно, публично, помнить, что эта глава не может и не должна быть закрыта

## Публикации
- Elkana, Yehuda (1974), The discovery of the conservation of energy, with a foreword by I. Bernard Cohen, Hutchinson Educational
- Elkana, Yehuda (1981), A Programmatic Attempt at an Anthropology of Knowledge, in Mendelsohn, Everett; Elkana, Yehuda (eds.), Sciences and cultures: anthropological and historical studies of the sciences, vol. 5, D.Reidel, pp. 1–68, ISBN 978-90-277-1234-9
- Elkana, Yehuda (1986), Anthropologie der Erkenntnis. Die Entwicklung des Wissens als episches Theater einer listigen Vernunft, Suhrkamp, ISBN 978-3-518-57940-4
- Elkana, Yehuda (1986), Second-order thinking in classical Greece, in Eisenstadt, Shmuel Noah (ed.), Origins and diversity of axial age civilizations, State University of New York Press, pp. 40–64, ISBN 978-0-88706-094-6
- Elkana, Yehuda (1994), Essays on the Cognitive and Political Organization of Science, Max Planck-Institut für Wissenschaftsgeschichte
- Elkana, Yehuda (2002) [1984], Transformations in realist philosophy of science from Victorian Baconism to the present day, in Mendelsohn, Everett (ed.), Transformation and Tradition in the Sciences: Essays in Honour of I.Bernard Cohen, Cambridge University Press, pp. 487–526, ISBN 0-521-52485-7
- Elkana, Yehuda (2008), Einstein and God, in Galison, Peter; Holton, Gerald James; Schweber, Silvan S. (eds.), Einstein for the 21st century: his legacy in science, art, and modern culture, Princeton University Press, pp. 35–47, ISBN 978-0-691-13520-5
- Elkana, Yehuda; Krastev, Ivan; Macamo, Elisio, eds. (2002), Unraveling ties: from social cohesion to new practices of connectedness, Campus Verlag, pp. 7–25, ISBN 3-593-36846-3
- Elkana, Yehuda (2006), Unmasking Uncertainties and Embracing Contradictions, in Golde, Chris M; Walker, George E. (eds.), Envisioning the Future of Doctoral Education, preparing stewards of the discipline, Carnegie essays on the doctorate (PDF), Jossey-Bass, pp. 65–96, ISBN 978-0-7879-8235-5
- Elkana, Yehuda; Klöpper, Hannes (2012), Die Universität im 21. Jahrhundert - Für eine neue Einheit von Lehre, Forschung und Gesellschaft, edition Körber-Stiftung, ISBN 978-3-89684-088-2